# Diegodendron
Diegodendron é um gênero monotípico de plantas com flores pertencentes à família Bixaceae. A única espécie é Diegodendron humbertii.
A sua área de distribuição nativa é Madagáscar.